# Zadok the Priest

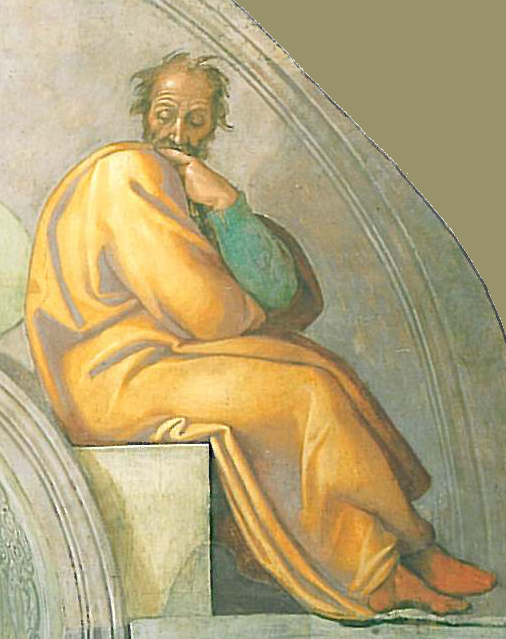
Kaplica Sykstyńska, fresk Michelangela przedstawiający kapłana Sadoka

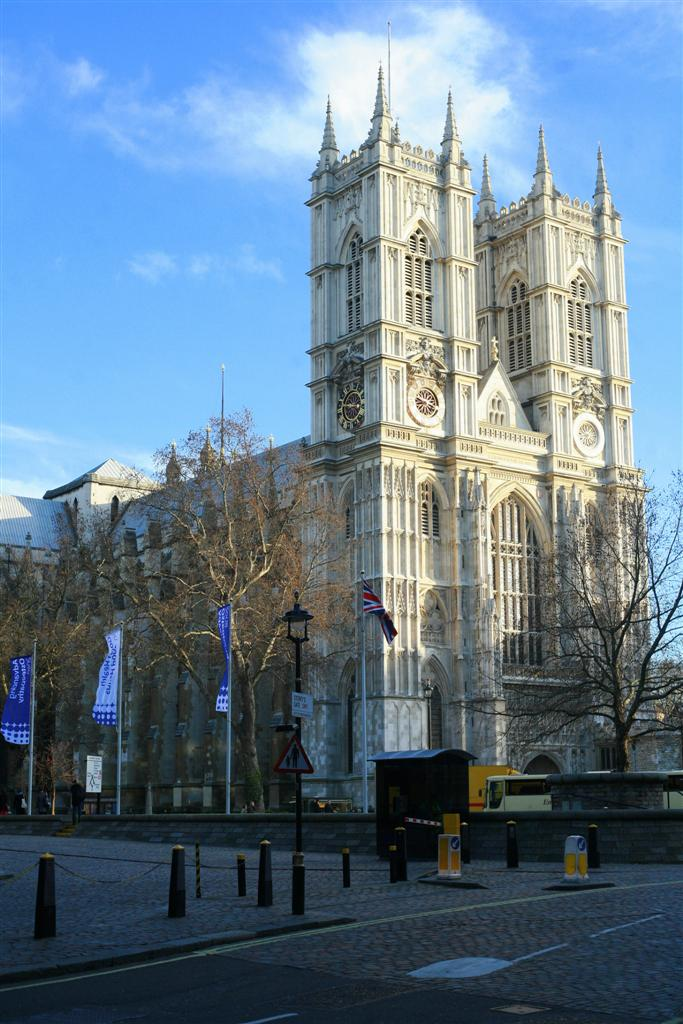
Opactwo westminsterskie

Zadok the Priest D-dur (HWV 258, ChA 14, HHA III/10) – hymn koronacyjny (anthem), jeden z czterech Coronation Anthems skomponowanych przez Georga Friedricha Händla z okazji koronacji króla Jerzego II Hanowerskiego, która miała miejsce 11 października 1727 w Opactwie Westminsterskim. Utwór od chwili powstania do czasów obecnych wykonywany jest podczas uroczystości koronacyjnej brytyjskich monarchów.

## Obsada
- Chór: sopran (I, II), alt (I, II), tenor, bas (I, II).
- Instrumenty: obój (I, II), fagot (I, II), trąbka (I, II, III), kotły, skrzypce (I, II, III), altówka, wiolonczela, kontrabas, organy.

## Historia
Hymn został skomponowany pomiędzy 9 września a 11 października 1727 roku. Publiczne próby miały miejsce 6 i 9 października 1727 roku. Hymn został wykonany podczas koronacji Jerzego II Hanowerskiego, w trakcie namaszczenia.

## Opis hymnu
„Zadok the Priest” składa się z trzech połączonych ze sobą sekcji: pierwsza to instrumentalny wstęp (takty 1-22) z chóralnym otwarciem (takty 23-30), druga to And all the people rejoic'd (takty 31-62) trzecia to God save the King (takty 63-121). Utwór charakteryzuje się rozmachem i podniosłością.

## Tekst
Tekst hymnu „Zadok the Priest” pochodzi ze Starego Testamentu, z anglikańskiego tłumaczenia Biblii (Biblia króla Jakuba). Jest to sparafrazowany fragment Pierwszej Księgi Królewskiej (1, 39-40).

Zadok the Priest, and Nathan the Prophet, anointed Solomon King. And all the people rejoiced, and said: God save the King, long live the King, may the King live for ever! Amen, Alleluja!

## Utwór w kulturze popularnej
Hymn „Zadok the Priest” jest utworem muzyki dawnej, który obecny jest w kulturze popularnej. Utwór pojawia się w filmach różnych gatunków. Obecny jest w filmie „Szaleństwo Króla Jerzego”, który przedstawia postać króla Jerzego III Hanowerskiego. Hymn koronacyjny „Zadok the Priest” występuje także w australijskim filmie „Crackerjack”, w historycznym filmie „The Young Victoria” oraz w komedii „Johnny English”. Odegrany został również podczas sceny koronacji Elżbiety II w serialu „The Crown” (odc.5, s.1). 

## Hymn Ligi Mistrzów
Hymn Ligi Mistrzów jest adaptacją hymnu „Zadok the Priest”. Tony Britten wykorzystał pierwszą sekcję hymnu koronacyjnego, czyli instrumentalny wstęp oraz chóralne otwarcie.